# Papari
Papari so naselje v občini Bihać, Bosna in Hercegovina. 

## Deli naselja
Jasika, Papari in Šumari.

## Prebivalstvo
| Pregled števila prebivalcev po letih | Pregled števila prebivalcev po letih | Pregled števila prebivalcev po letih | Pregled števila prebivalcev po letih | Pregled števila prebivalcev po letih | Pregled števila prebivalcev po letih |
| ------------------------------------ | ------------------------------------ | ------------------------------------ | ------------------------------------ | ------------------------------------ | ------------------------------------ |
| 1948                                 | 1953                                 | 1961                                 | 1971                                 | 1981                                 | 1991                                 |
| -                                    | -                                    | -                                    | 595                                  | 598                                  | 588                                  |

| Narodna sestava prebivalstva po letih                                                                                         | Narodna sestava prebivalstva po letih                                                                                          | Narodna sestava prebivalstva po letih                                                                                        |
| --- | --- | --- |
| 1971 | 1981 | 1991 |
| . skupaj: 595 Muslimani 453 (76,13 %) Srbi 138 (23,19 %) Hrvati 1 (0,16 %) Jugoslovani 0 (0,00 %) drugi in neznano 3 (0,50 %) | . skupaj: 598 Muslimani 477 (79,76 %) Srbi 106 (17,72 %) Hrvati 2 (0,33 %) Jugoslovani 13 (2,17 %) drugi in neznano 0 (0,00 %) | . skupaj: 588 Muslimani 485 (82,48 %) Srbi 99 (16,83 %) Hrvati 1 (0,17 %) Jugoslovani 3 (0,51 %) drugi in neznano 0 (0,00 %) |